# 1942 en bande dessinée
| Années de la bande dessinée : 1939 - 1940 - 1941 - 1942 - 1943 - 1944 - 1945    |
| Décennies de la bande dessinée : 1910 - 1920 - 1930 - 1940 - 1950 - 1960 - 1970 |

Cet article présente les faits marquants de l'année 1942 en bande dessinée.

## Évènements
- Casterman publie des éditions couleurs des Aventures de Tintin.
- janvier  : sortie de All-Star Comics n°8 chez DC Comics : Première apparition de Wonder Woman
- juin : sortie de Crime Does Not Pay n°22 (comic-book qui lancera la vague des Crime comics) publié par Lev Gleason Publications.
- août : parution de Detective Comics n°66  : première apparition d'Harvey Dent, alias Double-Face.

## Comic Strips
| Date     | Titre          | Auteur                                               | Évènement | Éditeur |  |
| -------- | -------------- | ---------------------------------------------------- | --------- | ------- |  |
| novembre | Deathless Deer | Alicia Patterson (scénario) et Neysa McMein (dessin) | Création  | Newsday |  |

## Nouveaux albums
Voir aussi : Albums de bande dessinée sortis en 1942
| Sortie | Titre       | Scénariste | Dessinateur | Coloriste | Éditeur |
| ------ | ----------- | ---------- | ----------- | --------- | ------- |
| ?      | à compléter |            |             |           |         |
| ?      | …           |            |             |           |         |

## Naissances
- 29 janvier : Thierry Martens
- 9 février : Pierre Seron
- 22 février : Rand Holmes, dessinateur canadien
- 3 mars : Esteban Maroto
- 23 avril : Edmond Baudoin
- 10 juillet : José Muñoz
- 13 juillet : Mike Ploog
- 13 juillet : Tom Palmer, dessinateur de comics
- 6 août : Jean-Claude Gal
- 30 septembre : Altan
- 29 novembre : Maggie Thompson
- 11 décembre : Comès

## Décès
- 11 novembre : Billy DeBeck, auteur de comic strips.